# 알랴시 세데이
알랴시 세데이(슬로베니아어: Aljaž Sedej, 1988년 5월 30일~)는 슬로베니아의 유도 선수이다. 2008년 하계 올림픽과 2012년 하계 올림픽에 참가했으며 유럽 선수권 대회에서 동메달 1개를 획득했다.